# Il balzo a sud dell'anatroccolo
Il balzo a sud dell'anatroccolo (Southbound Duckling) è un film del 1955 diretto da William Hanna e Joseph Barbera. Il film è il novantesimo cortometraggio della serie Tom & Jerry.

## Trama
Quacker ha deciso di andare a sud per l'inverno, così, dopo aver preparato la valigia, va a salutare Jerry e si prepara a seguire uno stormo di anatre selvatiche. Nonostante il topo gli mostri un libro che dice che le anatre selvatiche volano a sud ogni inverno e le anatre domestiche come Quacker no, quest'ultimo è deciso più che mai ad andare a sud, ma, dopo aver percorso qualche metro, cade a terra sfinito. Quacker però non si arrende e si fa lanciare via da una fionda, ma finisce dentro la bocca di Tom dalla quale riesce a scappare in extremis. Il gatto allora decide di catturare Quacker e cucinarlo, ma Jerry lo salva e si nasconde insieme a lui nel tronco di un albero, mentre Tom li cerca. Dopodiché Quacker cerca in tutti i modi di andare a sud, ma ogni volta fallisce venendo catturato da Tom e poi salvato da Jerry. Alla fine quest'ultimo e Quacker raggiungono il sud con un aereo, mentre Tom li segue di nascosto. Jerry e Quacker vanno in spiaggia e si distendono sulla sabbia. Mentre si rilassano però Tom li intrappola sotto un secchiello. Così, mentre Quacker chiede aiuto inutilmente, Tom abbassa l'ombrellone che era sopra di lui coprendo tutta la scena, prima che appaia la scritta "THE END".